# Bang Phlat
Вang Phlat (in thailandese: บางพลัด) è uno dei 50 distretti (khet) della città di Bangkok, in Thailandia.